# Phönix Bellheim
Phönix Bellheim – niemiecki klub piłkarski, grający obecnie w Bezirksklasse Vorderpfalz-Süd (odpowiednik dziewiątej ligi), mający siedzibę w mieście Bellheim, leżącym w Nadrenii-Palatynacie.

## Historia
- 11.02.1921 – został założony jako FC Phönix Bellheim
- 1945 – został rozwiązany
- 1945 – został na nowo założony jako FC Phönix Bellheim

## Sukcesy
- 1 sezon w 2. Oberlidze Südwest (2. poziom): 1962/63.
- 6 sezonów w Regionallidze Südwest (2. poziom): 1963/64-1966/67 i 1971/72-72/73.
- 14 sezonów w Amateurlidze Südwest (3. poziom): 1952/53-1956/57, 1958/59-61/62, 1967/68-70/71 i 1973/74.
- 1 sezon w Amateurlidze Vorderpfalz (4. poziom): 1957/58.
- 4 sezony w Bezirkslidze Vorderpfalz (4. poziom): 1974/75-1977/78.
- 7 sezonów w Verbandslidze Südwest (4. poziom): 1985/86-1991/92.
- 7 sezonów w Bezirkslidze Vorderpfalz (5. poziom): 1978/79-1984/85.
- mistrz Amateurliga Südwest (3. poziom): 1962 (awans do 2. Oberligi Südwest) oraz 1971 (awans do Regionalligi Südwest)
- mistrz 2. Amateurliga Vorderpfalz (4. poziom): 1958 (awans do Amateurligi Südwest)
- mistrz Bezirksliga Vorderpfalz (5. poziom): 1985 (awans do Verbandsligi Südwest)